# Denis Healey
Denis Winston Healey (Baron Healey), CH MBE, (Mottingham (toen in Kent, nu in Londen), 30 augustus 1917 – Alfriston, 3 oktober 2015) was een Brits politicus van de Labour-partij.

## Loopbaan
Na zijn studie aan de Universiteit van Oxford diende Healy vanaf 1940 in het Britse leger en vocht mee in de Tweede Wereldoorlog in Noord-Afrika en Italië.
In 1952 werd Healy in Leeds gekozen tot lid van het Lagerhuis, de gekozen kamer van het Britse parlement. Tot 1992 bleef hij volksvertegenwoordiger (van 1952 tot 1955 voor het kiesdistrict Leeds South East, daarna voor Leeds East).
Van 1964 tot 1970 diende hij als minister van Defensie en van 1974 tot 1979 als Minister van Financiën (Chancellor of the Exchequer).
Van 1945 tot haar dood in 2010 was hij gehuwd met de schrijfster Edna May Healey.

## Titels en orden
In 1945 werd Healy wegens zijn inzet in de oorlog benoemd tot lid van de Orde van het Britse Rijk (MBE).
In juni 1979 werd hij benoemd tot lid van de Orde van de Eregezellen (Companion of Honour, CH).
Nadat hij in 1992 afscheid had genomen van de actieve politiek werd hij benoemd tot life peer met de titel Baron Healey, of Riddlesden in the County of West Yorkshire. Als zodanig was hij lid van het Hogerhuis.
- Bibsys: 3020313
- Bibliothèque nationale de France: cb12612344m (data)
- CiNii: DA04690319
- Gemeinsame Normdatei: 118993712
- International Standard Name Identifier: 0000 0001 0887 3883
- Library of Congress Control Number: n80094523
- National Archives and Records Administration: 10569226
- Nationale Bibliotheek van Tsjechië: mub2011669228
- Nationale bibliotheek van Australië: 36193946
- Nationale Bibliotheek van Israël: 987007311737905171
- Nationale Bibliotheek van Polen: a0000001662165
- Nederlandse Thesaurus van Auteursnamen: 074820303
- SNAC: w6sk52n2
- Système universitaire de documentation: 085697621
- Virtual International Authority File: 35256740
- WorldCat: E39PBJtmwtDg3JmGTfWFQdPvpP